# جاتس
جاتس أو الاتفاقية العامة لتجارة الخدمات (The General Agreement on Trade in Service) وتعرف اختصاراً GATS، هي اتفاقية لمنظمة التجارة العالمية، سرى مفعولها في يناير 1995 كنتيجة لمحادثات جولة أوروغوي. عقدت المعاهدة لبسط النظام التجاري متعدد الأطراف في قطاع الخدمات، بنفس الطريقة التي يقوم بها نظام الاتفاقية العامة حول التجارة والتعرفة (جات) (GATT)، ببسط نفس النظام في تجارة السلع.
قام جميع الأعضاء في منظمة التجارة العالمية بالتوقيع على هذه المعاهدة، كما تمّ تطبيق مبدأ الدولة الأكثر رعاية على هذه الاتفاقية أيضاً.

## نبذة تاريخية
قبل محادثات منظمة التجارة العالمية في جولة أوروغوي التي بدأت في 1986، لم تكن اتفاقيات التجارة الدولية تشتمل على الخدمات. فمعظم الخدمات كانت مصنفة على أنّها محلّية فقط، ضمن اطار البلد الواحد، ومن الصعب أن تنتقل من دولة لأخرى. وكانت خدماتٌ أخرى كونها خدمات عامة وأساسيّة، كانت مملوكة من قبل الحكومة فقط وخاضعة لرقابتها، وذلك منعاً للعبث بها والاحتكار.
صنف ثالث مهم من الخدمات، يشتمل على الصحة والتعليم وخدمات المياه، كان يعتبر في كثير من البلدان كمسؤولية حكومية يجب عدم تركها كريشة في مهبّ ريح السوق.
مع ذلك، فقد بقيت بعض الخدمات - بالتحديد الخدمات المالية والنقل البحري-، بقيت لقرون بلا أي تشريعات مقيّدة لها، كونها عنصر أساسي للتبادل التجاري.
عانت بعض القطاعات الكبيرة الأخرى من تغييرات تقنية وتنظيميّة جوهريّة في العقود الأخيرة، مما جعلها مفتوحة لاستثمار التجاري وقلّل العقبات لمن أراد الاستثمار في هذه القطاعات. التطور الكبير الذي شهدته تكنلوجيا المعلومات والإنترنت كان له اليد الطولى في توسع مجال قطاع الخدمات دولياً ليشمل مجموعة من الخدمات التجارية كالعلاج، التعلم عن طريق الإنترنت، الهندسة، هندسة العمارة، الاعلانات وشّحن البضائع.
وتعالت نداءات أصحاب العمل لتقوم الحكومات بفتح المجال أمام انتشار الخدمات بشكل أوسع بين الدول بعيداً عن التدخل الحكومي. في ذات الوقت كان هناك ضغوطات من قوى في المجتمع المدني على الحكومة لتكون مسؤولة عن كل التعاملات التجارية، وطالبوا بتقنين التعاملات التجارية بتشريعات واضحة منعاً لأي خرق واستغلال قد يضر المواطنين.

## أنماط تقديم الخدمات
تشمل اتفاقية جاتس أربع أنماط لتقديم الخدمات في التجارة عبر البلدان:
| نمط                                                            | المعيار                                                                   | مكان تواجد المصدر للخدمات           |
| -------------------------------------------------------------- | ------------------------------------------------------------------------- | ----------------------------------- |
| نمط 1: عبر البلاد                                              | توصيل الخدمة إلى بلد عضو ما من بلد مختلف                                  | لمصدرالخدمة غير متواجد في بلد العضو |
| نمط 2: استهلاك خارجي                                           | تقديم خدمات لاحد مستهلكي عضو ما، من قبل عضو أخر، لكن خارج بلد العضو الأول | لمصدرالخدمة غير متواجد في بلد العضو |
| نمط 3: حضور تجاري                                              | تقديم خدمات لعضو ما من قبل وكيل تجاري تابع للمورد                         | وكيل المصدر متواجد في بلد العضو     |
| نمط 4: تواجد شخصي                                              | تسليم خدمات لعضو ما، في بلده، بواسطة شخص حقيقي وليس تمثيلي.               | وكيل المصدر متواجد في بلد العضو     |
| مرجع: وثيقة MTN.GNS/W/124 من موقع [World Trade Organizationll] |                                                                           |                                     |

مبدئيا، يمكن للاعضاء تحديد القطاعات التي يريدون تحريرها بما في ذلك تحيد نمط تقديم الخدمات. إلا أن هذف جاتس، كما جاء في المقدمة، فهو الوصول إلى درجات عليا من التحرر مع مرور الوقت. وللوصول لهذه النتيجة، فالاتفاقية تتبع أسلوب «تأثير ترس السقاطة» (بالإنجليزية: ratchet effect)‏ بمعنى أنه لا يمكن الرجوع عن خطوة ما بعد تثبيتها. وهذا الأسلوب كان أحد الأعتراضات في معاهدة الاستثمار المتعددة الوجوه (بالإنجليزية: Multilateral Agreement on Investment - MAI)‏ التي فشلت.

## الانتقادات
لقد انتقدت وثائق جاتس على أنها تحاول الاستعاضة عن سلطات الهيئات التشريعية والقضائية الوطنية لحكومات الأعضاء بلجنة تحقيق النزاعات التابعة لها والتي تتداول قراراتها خلف الأبواب المغلقة. وعلى أعضاء منظمة التجارة الدولية صرف هذه الانتقادات بسبب التزامهم المسبق بإنجاح المبادئ التجارية للمنفسة وتحرير التجارة.
مع أن الاتفاقية تمنح الدول الأعضاء في اختيار القطاعات التي يحررونها، إلا أن الضغط التجاري يمنعهم من عدم تحرير الخدمات التجارية. إلا أن بعض الخدمات العامة، مثل الماء والكهرباء’ هي خدمات تجارية. وكذلك خدمات التعايم والطياية التي تعتبرها بعض الدول خدمات يمكن تصديرها المربحة.

## وصلات خارجية
موقع منظمة التجارة العالمية بالعربية